# Surovi
Surovi (cyr. Сурови) – wieś w Bośni i Hercegowinie, w Republice Serbskiej, w gminie Novo Goražde. W 2013 roku liczyła 2 mieszkańców.